# 소마 유키
소마 유키(일본어: 相馬 勇紀, 1997년 2월 25일 ~ )는 일본의 축구 선수이다. 현재 프리메이라리가의 카사 피아에서 뛰고 있다.

## 구단 경력
그는 2018년 J1리그의 나고야 그램퍼스에 입단했다. 2019년 8월 가시마 앤틀러스로 임대 이적했다. 2020년 나고야 그램퍼스로 복귀했다. 2021년에 J리그컵 우승을 차지했다. 2023년부터 2024년 6월까지 카사 피아 AC에서 뛰었다. 2024년 7월 나고야 그램퍼스로 복귀했다. 2024년 7월 FC 마치다 젤비아로 이적했다.

## 국가대표팀 경력
그는 2019년 EAFF E-1 풋볼 챔피언십에 참가할 일본 국가대표팀에 발탁되었으며, 12월 10일 중국와의 경기에서 데뷔했다. 
그는 2020년 하계 올림픽에 참가할 일본 U-23 국가대표팀에 발탁되었으며, 6경기에 출전, 4강 진출에 기여했다.
2022년 EAFF E-1 풋볼 챔피언십에도 출전, 3득점을 넣어서 우승에 기여했다. 대회 최우수 선수. 2022년 FIFA 월드컵 국가대표팀에 포함되었다. 2025년 EAFF E-1 풋볼 챔피언십에도 출전, 우승에 기여했다

## 통계
| 일본 | 일본 | 일본 |
| 연도 | 출전 | 득점 |
| ---- | ---- | ---- |
| 2019 | 3    | 0    |
| 2020 | 0    | 0    |
| 2021 | 0    | 0    |
| 2022 | 6    | 4    |
| 2023 | 3    | 0    |
| 2024 | 2    | 1    |
| 통산 | 14   | 5    |